# Суриков Павло Васильович
Павло Васильович Суриков (1897 , Кучки (Владимирська область), Владимирська губернія  — 1943 , Москва ) — російський радянський художник. Учасник Першої світової і Громадянської воєн. Член товариства «РОСТ» (1928—1930), Московської спілки радянських художників (1940).

## Біографія
Павло Васильович Суриков народився 1897 року в селі Кучки Владимирської губернії в багатодітній селянській родині. Навчався в іконописній майстерні в Боголюбово Володимирської губернії. Воював на фронтах Першої світової і Громадянської воєн.
Подальшу художню освіту здобував у Казанських архітектурно-художніх майстернях (1919—1920), московських Вищих художньо-технічних майстернях (ВХУТЕМАС) — ВХУТЕМН (1921—1927, педагог О. В. Шевченко). У 1927 році Наркоматом освіти був направлений за кордон для вдосконалення творчості. У Німеччині, Франції та Італії Павло Суриков вивчав творчість європейських митців. У 1929 році, після повернення в Москву, художника запросили на роботу доцентом на Живописний факультет ВХУТЕМНа, також його обрали завідувачем Станковського відділення навчального закладу.
В СРСР Павло Суриков жив у Москві (1929—1930, з 1933) та Ленінграді (1930—1932). Одружений з художницею Г. О. Курбаковою.
Займався викладанням на живописному факультеті ВХУТЕМНа в Москві (1929—1930), в Інституті пролетарського образотворчого мистецтва в Ленінграді (1930—1932), Московському мистецькому технікумі пам'яті 1905 року (з 1933) і Московському художньо-промисловому технікумі імені М. І. Калініна (1930-ті — початок 1940 рр.).
Учнями Павла Сурикова були О. Ю. Никич та ін. Член товариства «РОСТ» (1928—1930), Московської спілки радянських художників (МСРХ) (1940).
Помер Павло Васильович Суриков в 1943 році від туберкульозу.

## Творчість
Павло Суриков відомий своїми портретами, пейзажами, жанровими композиціями. Займався також декоративно-оформлювальним мистецтвом і книжковою графікою. У передмові до каталогу виставки П. Сурикова в Центральному будинку вчених (Москва, 1929 р.) зазначалося прагнення художника пов'язати «пошук високих формальних якостей з великими і відповідальними темами нашої революційної дійсності, тобто прагнення до вирішення одного з найбільш актуальних завдань радянської живопису».
Роботи художника зберігаються у російських музейних зібраннях, включаючи Державну Третьяковську галерею, Каракалпацький державний музей мистецтв імені І. В. Савицького в Нукусі тощо.

## Виставки
Павло Васильович Суриков брав участь у художніх виставках:
- VIII виставка АХРР «Життя і побут народів СРСР» у Москві (1926);
- Салон незалежних виставок (1928);
- Виставки придбань державної комісії з придбання творів образотворчого мистецтва (1928, 1930, Москва);
- Радянське мистецтво реконструктивного періоду (1932, Ленінград);
- Художники РРФСР за XV років (1932—1933, Ленінград і Москва);
- Міжнародна виставка «Мистецтво книги» (1931—1932, Париж і Лондон);
- Персональні виставки в Парижі (1927, 1928—1929), Москві (1929), Ленінграді (1931—1932).

У вступному слові на персональній Виставці в Центральному Будинку вчених (Москва, 1929 р.) митець зізнавався про усвідомлення помилок, «виявлених в порядку вдумливої критики з боку широких мас глядачів» і дякував глядачам за те, що їх критика допоможе йому поглибити подальшу роботу з творчого пошуку, «які одухотворені єдиним прагненням віддати свої сили і знання справі будівництва художньої культури робітничо-селянської країни».

## Галерея

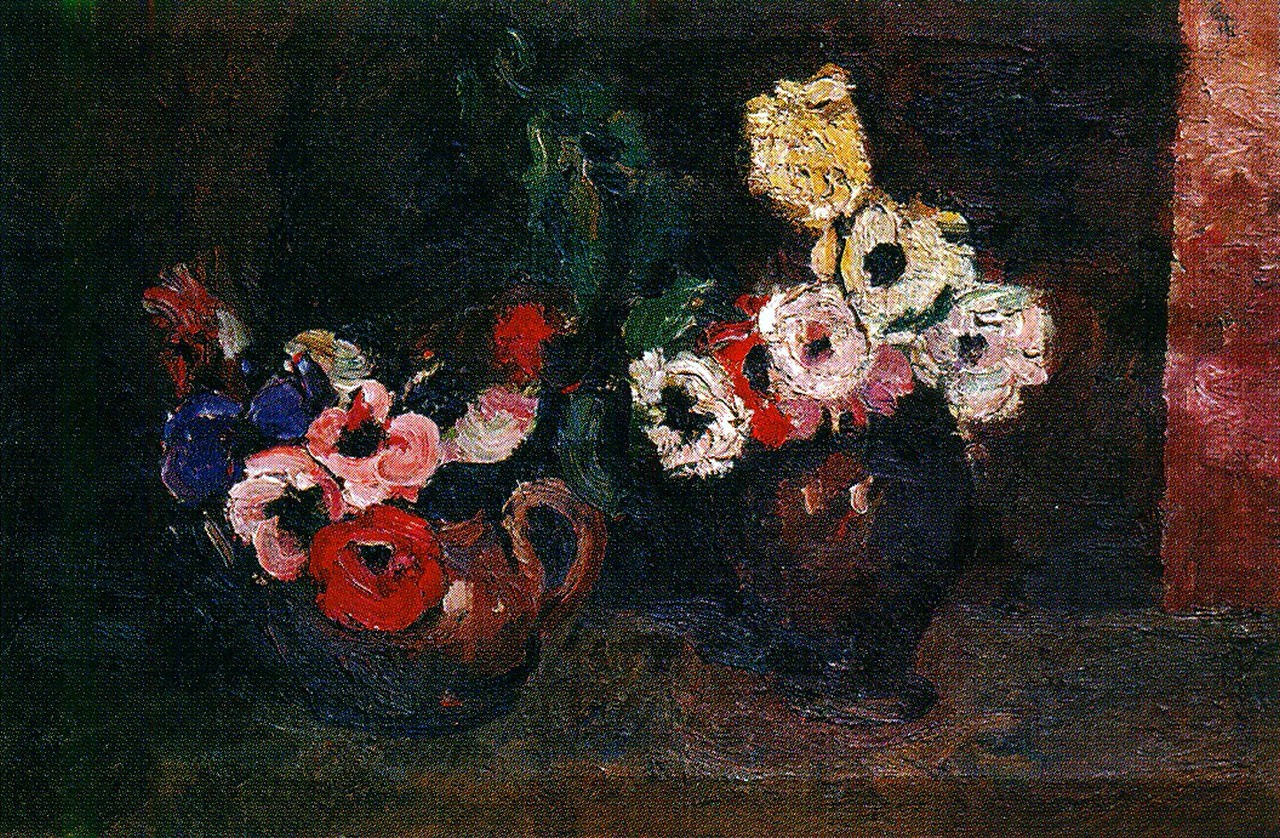
Суриков П. В. Квіти
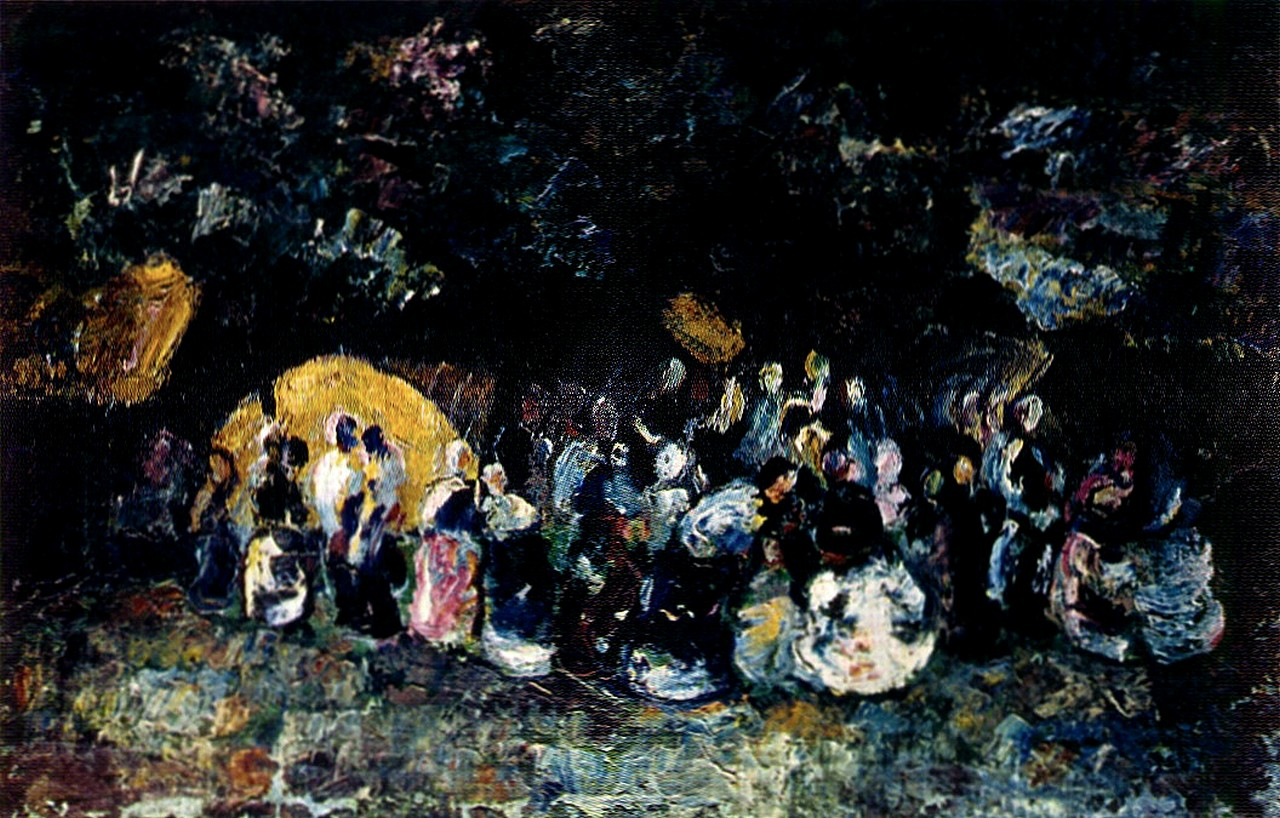
Селянське свято
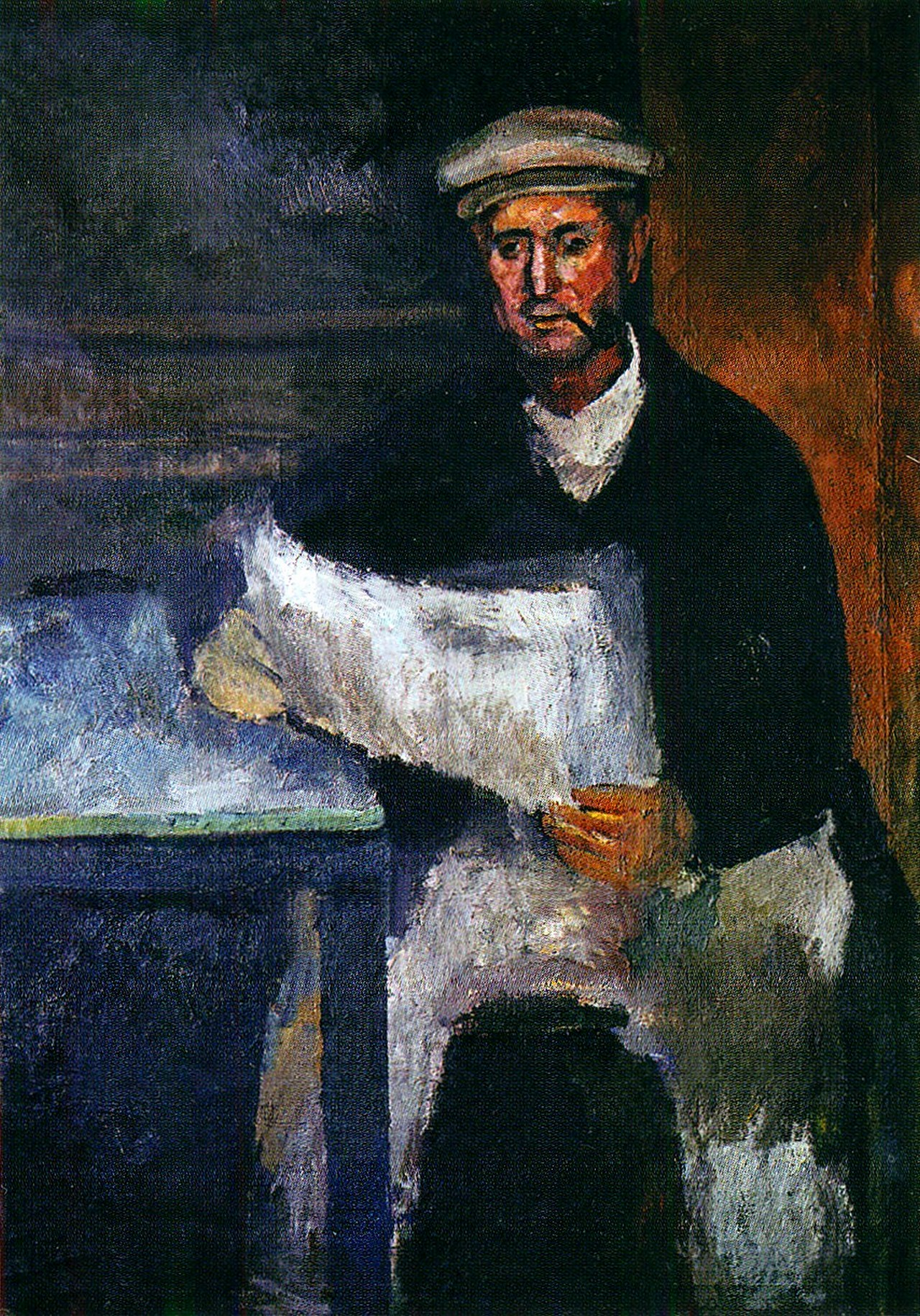
Робітник з газетою
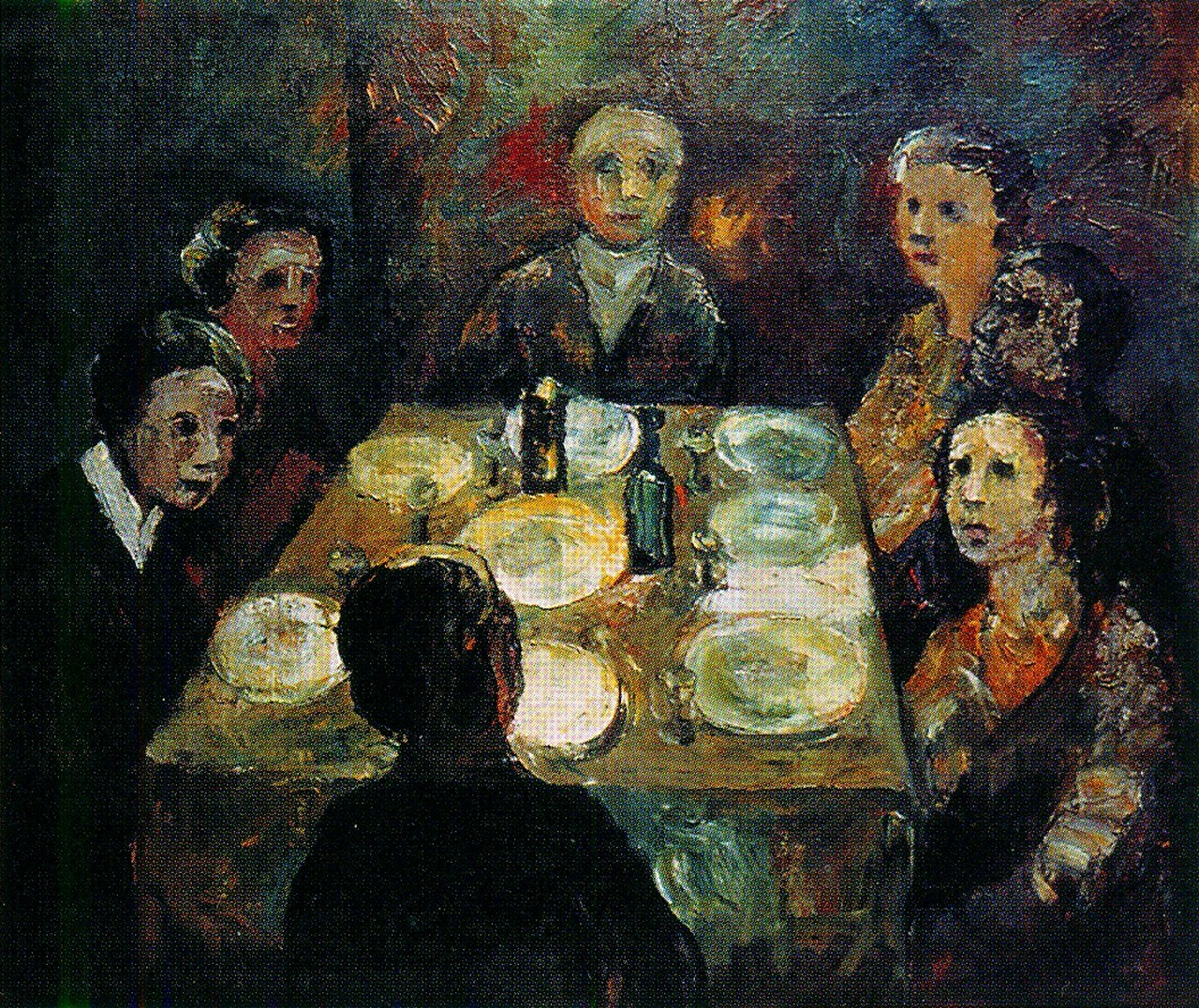
Сімейний сніданок
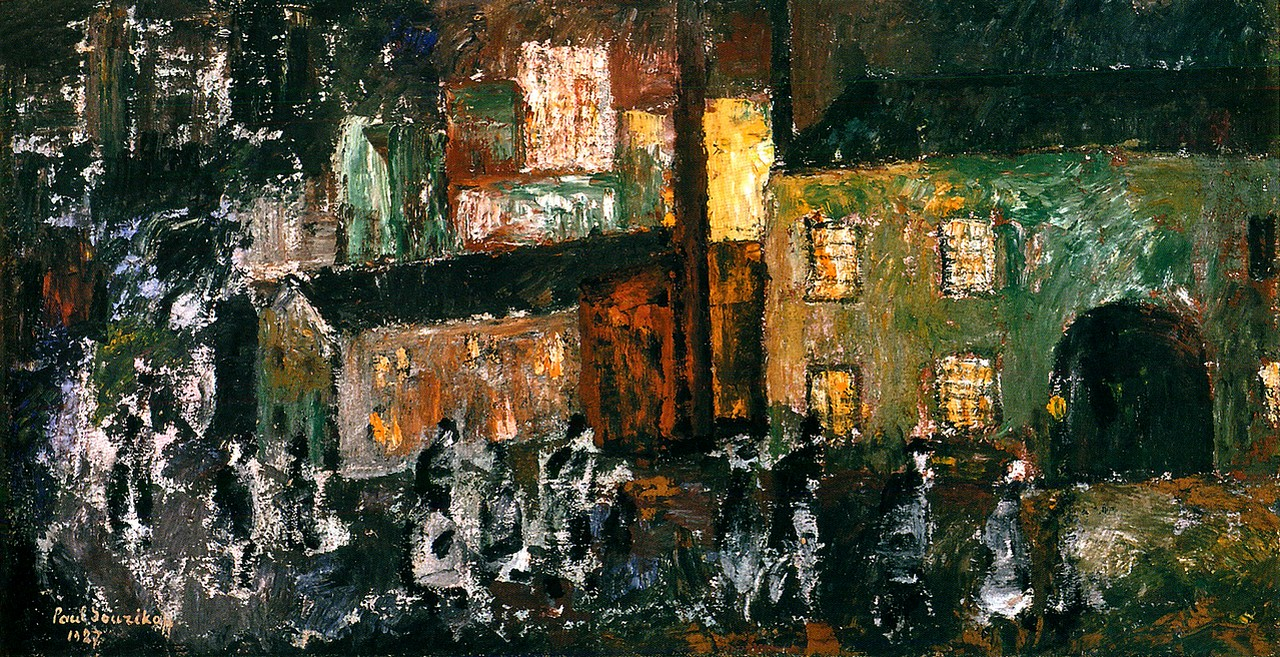
Повернення з фабрики
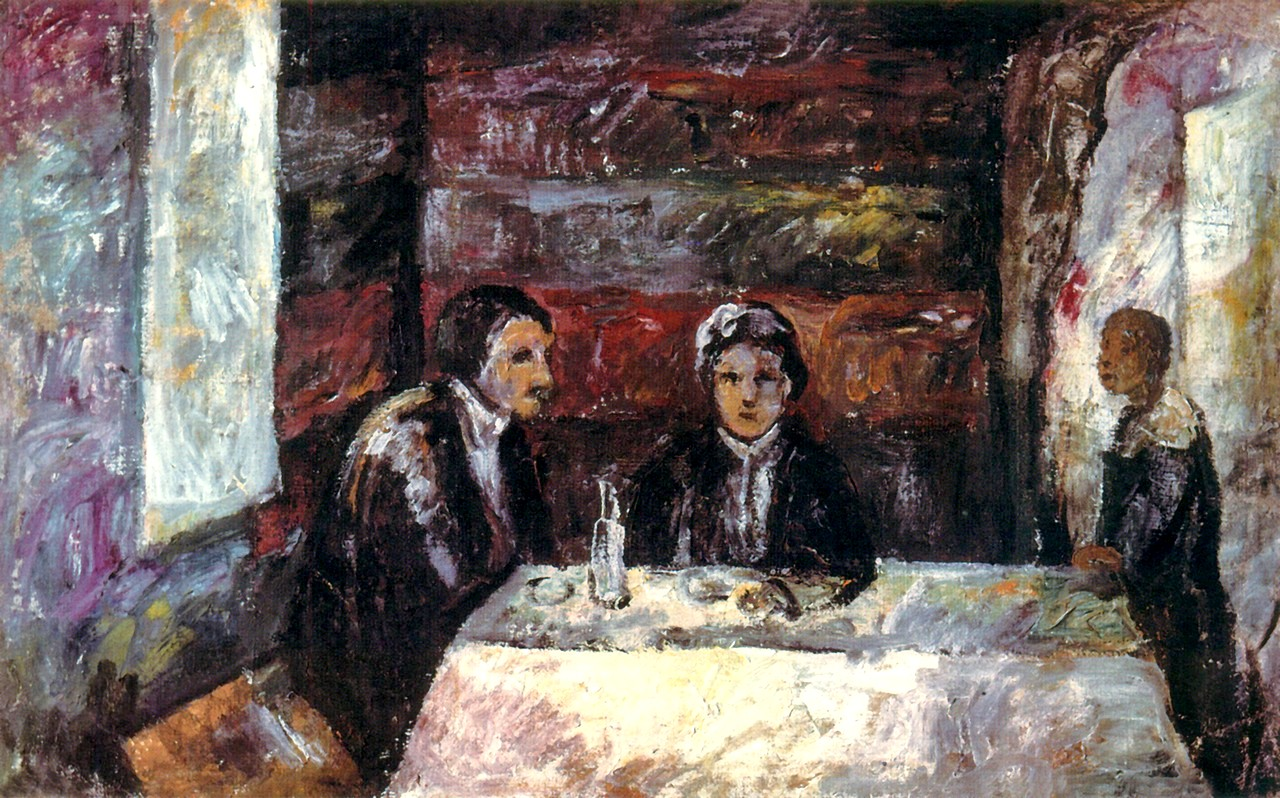
За столом